# إيفند يونسون
إيفند يونسون (Eyvind Johnson؛ بودن، 29 يوليو 1900 - ستوكهولم، 25 أغسطس 1976) أديب سويدي. يُعد من أبرز كتّاب الطبقة العاملة في السويد خلال القرن العشرين، وأحد المجدّدين في شكل الرواية ومضامينها. تحصل على جائزة نوبل في الأدب لسنة 1974 مناصفة مع مواطنه مع هاري مارتنسون. تكريمًا لـ"فن السرد في خدمة الحرية"، كما جاء في حيثيات الجائزة. تميّز يونسون في رواياته بتجريب أشكال وتقنيات سردية متقدمة تأثر فيها بكتاب كبار مثل مارسيل بروست وأندريه جيد وجيمس جويس، وكان من أوائل من عالجوا موضوعات الإحباط الإنساني وتناقضات المجتمع الرأسمالي الحديث.

## سيرته
وُلد إيفيند يونسون (بالسويدية: Eyvind Johnson) واسمه الكامل أولوف إدفين فيرنر يونسون في 29 يوليو 1900 في قرية قرب مدينة بودن بمنطقة نوربوتن شمال السويد. لا يزال المنزل الصغير الذي وُلد فيه محفوظًا وتعلوه لوحة تذكارية. نشأ يونسون في بيئة فقيرة بالقرب من الدائرة القطبية الشمالية، وعاش طفولة قاسية اضطُر خلالها إلى العمل مبكرًا. ورغم افتقاده للتعليم النظامي، فقد تمكن من شق طريقه في عالم الأدب، ليصبح أحد رموزه. توفي في 25 أغسطس 1976.
غادر يونسون المدرسة في سن الثالثة عشرة، واشتغل بعدة أعمال شاقة، منها دفع جذوع الأشجار عبر الأنهار، والعمل في منشرة، ثم بائع تذاكر وعارض أفلام في السينما. وفي عام 1919، غادر مسقط رأسه وانتقل إلى ستوكهولم، حيث بدأ بنشر مقالات في مجلات أناركية مثل براند (Brand)، وشارك في تأسيس مجلة عصرنا (Vår nutid) مع كتّاب شباب من الطبقة العاملة.
سافر يونسون إلى ألمانيا في عشرينيات القرن العشرين، ثم أقام بين عامي 1927 و1930 في بلدة سان-لو-لا-فوريه قرب باريس، مع زوجته آسه كريستوفرسن (1900–1938). في تلك الفترة، بدأ بنشر كتبه الأولى، وكان أولها مجموعة قصصية بعنوان الغرَباء الأربعة (De fyra främlingarna) عام 1924. تحت تأثير كتّاب مثل مارسيل بروست، وأندريه جيد، وجيمس جويس، ابتعد تدريجيًا عن الرواية التقليدية وأصبح أبرز ممثلي الأدب الحداثي في السويد.
لم تحظَ رواياته المبكرة بانتشار واسع، لكن روايته تعليق على نجم ساقط (Kommentar till ett stjärnfall) التي صدرت عام 1929 كُتبت كنقد للمجتمع الرأسمالي، وحققت نجاحًا نقديًا.
حقق أول نجاح أدبي كبير من خلال رباعيته السيرذاتية رومانين أولوف (Romanen om Olof)، التي صدرت بين عامي 1934 و1937، وتحكي قصة شاب ينشأ في شمال السويد. استخدم يونسون في هذه الروايات مزيجًا من الواقعية، والحكايات الخرافية، وخصائص الحداثة مثل المونولوج الداخلي وتعدد وجهات النظر، وقد أصبحت هذه الرباعية من كلاسيكيات الأدب السويدي، وتم تحويلها لاحقًا إلى فيلم بعنوان ها هي حياتك (Here Is Your Life).
في ثلاثينيات القرن العشرين، أصبح يونسون أكثر قلقا من تصاعد الأنظمة الشمولية، وكان معارضًا قويًا للفاشية والنازية. خلال الحرب العالمية الثانية، حرّر مجلة هانسلاج (Håndslag)، ونشر ثلاثية كرِيلون (Krilon)، وهي سلسلة روائية تعالج أحداث الحرب بأسلوب استعاري، وتدين القمع النازي وتنتقد سياسة الحياد المثيرة للجدل التي اتبعتها السويد. وتُعد هذه الثلاثية من أفضل أعماله. في تلك الفترة، كان عضوًا في رابطة حرية الشمال (Samfundet Nordens Frihet) وساهم في مجلتها حرية الشمال.
في عام 1946، نشر واحدة من أشهر رواياته، العودة إلى إيثاكا، المستوحاة من قصة عودة أوديسيوس إلى إيثاكا بعد حرب طروادة. في عام 1940، تزوّج من المترجمة سيلا يونسون، وعاش مع أسرته في سويسرا بين عامي 1947 و1949، ثم سنة في إنجلترا. وقد ألهمته أسفاره إلى إيطاليا وفرنسا لكتابة عدد من الروايات التاريخية نالت استحسان النقاد
في فترة الحرب العالمية الثانية، اتسمت أعماله بالاحتجاج الحاد ضد الشمولية وانتقاد الحياد السياسي,

## من رواياته
- مدينة في الظلمات
- رسالة مضمونة
- كريلون
- تعليق على نجم ساقط
- بوبيناك (1932) التي تفضح مكائد الرأسمالية،
- المطر عند الفجر (1933) التي تنتقد قسوة الأعمال المكتبية، إضافة إلى
- رباعية رومانين أولوف (1934–1937)، المستوحاة من سيرته كعامل حطاب في منطقة القطب الشمالي.
- سفال" (1946؛
- العودة إلى إيتاكا (1952) (Strändernas svall)
- أحلام الورد والنار (Drömmar om rosor och eld) عام 1949، وتدور أحداثها في فرنسا القرن السابع عشر تحت حكم الكاردينال ريشيليو.
- الغيوم فوق ميتابونتيون (Molnen över Metapontion) عام 1957، وتتميّز بالتنقل بين مستويات زمنية متعددة.
- هانز نادس تيد" (1960؛.
- أيام نعمته (1960)، (Hans nådes tid) أشهر أعماله وتُرجمت إلى عدة لغات.

## روابط خارجية
- إيفند يونسون على موقع IMDb (الإنجليزية)
- إيفند يونسون على موقع الموسوعة البريطانية (الإنجليزية)
- إيفند يونسون على موقع مونزينجر (الألمانية)
- إيفند يونسون على موقع إن إن دي بي (الإنجليزية)
- إيفند يونسون على موقع ديسكوغز (الإنجليزية)
- إيفند يونسون على موقع قاعدة بيانات الفيلم (الإنجليزية)